# Crátilo
Crátilo, em grego antigo Κρατύλος, translit. Kratýlos (século V a.C.) foi um filósofo grego, discípulo de Heráclito de Éfeso.
As datas de nascimento e morte de Crátilo não são conhecidas. No diálogo Crátilo, Platão apresenta-o como sendo mais jovem que Sócrates. Foi mestre de Platão, antes de Sócrates, segundo Aristóteles  (Metafísica, I, 6), ou depois, segundo Diógenes Laércio (III, 6).
Crátilo leva ao extremo o conceito heraclítico de fluxo (panta rei: "tudo flui") e de devir, afirmando que não só não se pode mergulhar duas vezes no mesmo rio mas nem mesmo uma única vez, porque a água que molha a ponta do pé não será a mesma que molha o calcanhar. Da mesma forma, pensava que fosse impossível dar um nome às coisas, pois, estando estas em constante devir, não seriam mais aquelas. Limitava-se portanto a apontá-las. Daí se segue sua tese da incognoscibilidade do real, que antecipa de certa forma o pensamento cético.